# Frank Schoonmaker
Pour les articles homonymes, voir Schoonmaker.
Frank Schoonmaker, né le 20 août 1905 à Spearfish (Dakota du Sud) et décédé en 1976, est un écrivain américain. Il écrit sur le vin et est aussi marchand de vin.

## Biographie
Connu comme un grand connaisseur en vins, il fut le seul membre étranger de l'Académie du vin de France et diplômé de l'Organisation internationale de la vigne et du vin.